# Тал-Нуур
Тал-Нуур (монг. Тал нуур) — пресноводное озеро. Находится в западной части Монголии в сомоне Дэлуун аймака Баян-Улгий.
Лежит на высоте 2577 м над уровнем моря. Протяжённость береговой линии — 32,9 км, общая площадь — около 31,9 км², длина — 14,5 км, ширина — 4,3 км, максимальная глубина — 9 м. Объём воды в озере — 110,6 млн м³. Минерализация на уровне 269,2 мг/л. Прозрачность — 3,5—4 м в летнее время.
В озеро впадают реки Чумэг-Гол, Увсайн-Гол, Кулджа-Гол. Вытекает река Бор-Бургас-Гол, приток Сагсай-Гола (бассейн Ховда).